# إسكندر شاه مير
إسكندر شاه مير المعروف باسم إسكندر بوتشيكان ومعناه "إسكندر محطم الأصنام"، هو السلطان السادس من سلالة شاه مير من حكام كشمير، حكم كشمير من عام 1389 إلى 1413 وعمل على نشر الإسلام في كشمير.

## حكمه
كان إسكندر شاه مسلم سني يميل إلى الصوفية، تأثر بابن شهاب الهمداني، وعمل على نشر الإسلام وفرض تعاليمه في البلاد، مما جعله يلاقي معارضة من قادة الهندوس خلال فترة حكمه. 

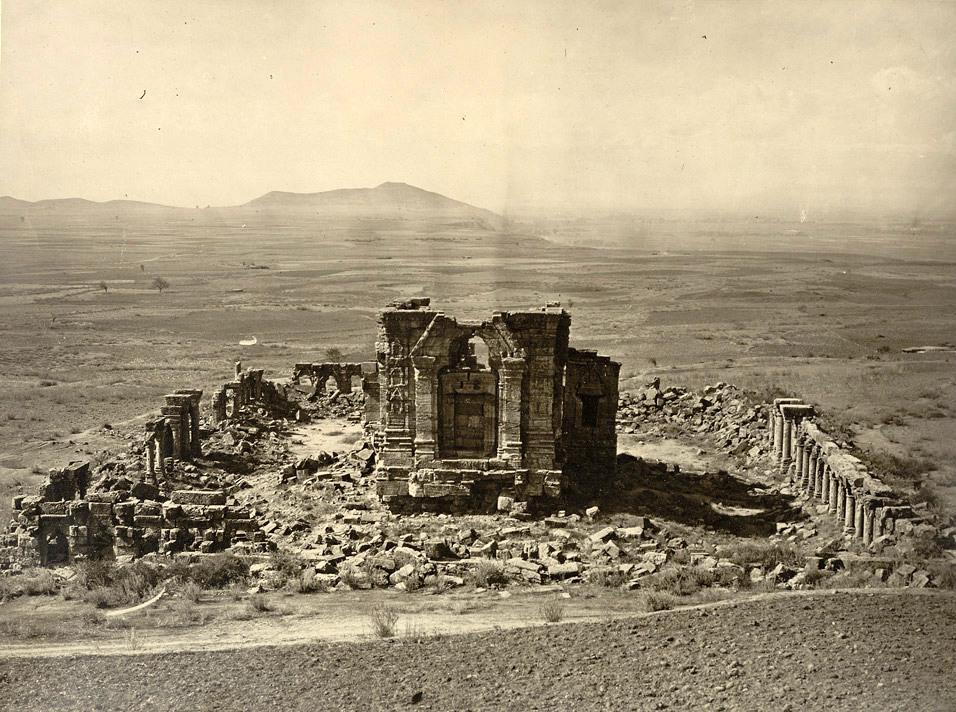
صورة نادرة لأطلال معبد سوريا في مارتاند، والذي دُمِّره إسكندر بوتشيكان، الصورة التقطها جون بورك في عام 1868.

قضى إسكندر شاه على العديد من المعابد والتماثيل الهندوسية، وحظر على الهندوس استعمال الأيقونات، ومنع الهندوس والبوذيين من حرق جثث موتاهم وأمرهم بدفن الجثث عوضًا عن حرقها، كما فرض الجزية على غير المسلمين، وكان مقدارها أربعة تولات من الفضة سنويًا.